# Grassman’s Law
Grassman's Law (Grassmannsches Gesetz) geht auf den schwedischen Nationalökonom Sven Grassman (1940–1992) zurück. Der Ansatz wurde von ihm 1973 in einem Paper im Journal of International Economics veröffentlicht. Grassman widerspricht darin der bis dahin geltenden Ansicht, dass der US-Dollar das dominante Zahlungsmittel im internationalen Außenhandel sei. Außenhandelsgeschäfte seien dagegen zu etwa zwei Drittel in der Währung des Exporteurs und zu einem Viertel in der Währung des Importeurs fakturiert. Währungen von Drittländern spielen dabei nur eine untergeordnete Rolle.
Grassman weist die Erkenntnisse in seiner Arbeit anhand von Datensätzen zum schwedischen und dänischen Außenhandel nach. Der hohe Anteil des US-Dollars an den weltweiten Zahlungsvorgängen im Außenhandel von etwa 21 Prozent resultierte aus dem nahezu entsprechend hohen Anteil der US-Wirtschaft am weltweiten Außenhandel. Die Wahl der Rechnungswährung im Außenhandel kann jedoch zusätzlich durch die Verfügbarkeit von Krediten und Bankleistungen beeinflusst sein. Die große Bedeutung von US-Dollar und britischem Pfund in internationalen Zahlungsvorgängen war daher zumindest teilweise durch die wichtige Rolle amerikanischer und britischer Banken in der Finanzierung des internationalen Handels bedingt.
Die Wahl der geeigneten Fakturierungswährung im Außenhandel kann jedoch zusätzlich von anderen Aspekten beeinflusst sein. Döhring (2008) beschreibt verschiedene Transaktionen, bei denen die Verwendung von Drittwährungen als so genannte vehicle currencies optimal sein kann. Manche Exporteure fakturieren beispielsweise die eigenen Preise in der Währung, die von den wichtigsten Konkurrenten genutzt wird. Das kann in einer Situation sinnvoll sein, in der die eigene Währung starken Schwankungen unterworfen ist. Im Fall einer langfristigen Aufwertung der eigenen Währung verschlechtert sich dann die preisliche Wettbewerbsfähigkeit gegenüber alternativen Anbietern.
Mit Entstehung der Europäischen Währungsunion hat die Bedeutung des Euro als Fakturierungswährung deutlich zugenommen. Für Exporteure aus dem Euroraum und dem Rest der EU ist der Euro heute die wichtigste Fakturierungswährung. Laut Döhring (2008) fakturieren ein Großteil der Euro-Mitgliedsländer zwischen 50 und 61 Prozent ihrer Exporte in Länder außerhalb des Euroraums in Euro.